# Гюль, Дениз
Дениз Даниэль Гюль (швед. Deniz Daniel Gül; род. 2 июля 2004, Стокгольм) — шведский и турецкий футболист, нападающий клуба «Порту» и сборной Турции.

## Клубная карьера
Начинал заниматься футболом в клубе «Стувста», затем выступал на юношеском уровне за «Сегельторп» и ряд столичных клубов. В 2021 году присоединился к молодёжной команде «Хаммарбю». В августе 2022 года был близок к переходу в итальянский «Кальяри», но отказался от трансфера. 17 сентября в игре с «Хеккеном» впервые попал в заявку основной команды на матч чемпионата страны, но на поле не вышел. По итогам сезона вместе с командой клуба до 19 лет стал чемпионом Швеции, а также был признан лучшим молодым нападающим. В январе 2023 года подписал трёхлетний контракт с «Хаммарбю». В 2023 году выступал за вторую команду клуба — «Хаммарбю Таланг». 22 октября 2023 года дебютировал в чемпионате Швеции в игре с «Юргорденом», выйдя на поле на 64-й минуте вместо Ади Налича.

## Карьера в сборной
В марте 2023 года впервые был вызван в состав юношеской сборной Швеции на матчи отборочного турнира к чемпионату Европы против Португалии и Хорватии. Дебютировал в её составе в матче с португальцами.

## Личная жизнь
Родился и вырос в Стокгольме. Мать родом из Швеции, отец — из Турции.

## Клубная статистика
| Выступление       | Выступление      | Выступление      | Лига | Лига | Кубки | Кубки | Конт. кубки | Конт. кубки | Итого | Итого |
| Клуб              | Лига             | Сезон            | Игры | Голы | Игры  | Голы  | Игры        | Голы        | Игры  | Голы  |
| ----------------- | ---------------- | ---------------- | ---- | ---- | ----- | ----- | ----------- | ----------- | ----- | ----- |
| Хаммарбю          | Алльсвенскан     | 2023             | 3    | 0    | 1     | 0     | 0           | 0           | 4     | 0     |
| Хаммарбю          | Итого            | Итого            | 3    | 0    | 1     | 0     | 0           | 0           | 4     | 0     |
| → Хаммарбю Таланг | Дивизион 1       | 2023             | 23   | 14   | 0     | 0     | 0           | 0           | 23    | 14    |
| → Хаммарбю Таланг | Итого            | Итого            | 23   | 14   | 0     | 0     | 0           | 0           | 23    | 14    |
| Всего за карьеру  | Всего за карьеру | Всего за карьеру | 26   | 14   | 1     | 0     | 0           | 0           | 27    | 14    |